# Privacy Badger
Privacy Badger（プライバシーバジャー）は、電子フロンティア財団（EFF）が開発したフリーかつオープンソースのGoogle Chrome、Mozilla Firefox、Opera、Firefox for Android用ブラウザ拡張機能。ブラウザのDo Not Track設定を尊重しないインターネット広告とトラッキング用Cookieをブロックすることで、消費者とコンテンツ事業者の間でインターネットプライバシーへのバランスの取れたアプローチを推進することを目的とする。もう一つの目的は、Privacy Badgerを無料で配布することでEFFへの寄付とメンバーシップへの加入を促進することである。